# Mas-de-Londres
Mas-de-Londres este o comună în departamentul Hérault din sudul Franței. În 2009 avea o populație de 432 de locuitori.

## Evoluția populației
| An        | 1975 | 1982 | 1990 | 1999 | 2006 | 2009 |
| --------- | ---- | ---- | ---- | ---- | ---- | ---- |
| Populație | 120  | 183  | 204  | 275  | 315  | 432  |